# 1911 na política

## Eventos
- 25 de Maio - o General António Xavier Correia Barreto, Ministro da Guerra do 1º Governo Provisório Republicano de Portugal funda o Instituto Militar dos Pupilos do Exército.
- 28 de Maio- Eleição em Portugal dos deputados para a Assembleia Nacional Constituinte.
- 15 de Junho- Primeira sessão da Assembleia Nacional Constituinte Portuguesa.
- 16 de Junho- A Assembleia Nacional Constituinte proclama oficialmente a República em Portugal.
- 21 de Agosto - Promulgação da Constituição da República, aprovada pela Assembléia Constituinte Portuguesa.
- 25 de Agosto- Última sessão da Assembleia Nacional Constituinte Portuguesa.
- 26 de Agosto- Primeira sessão da 1ª Sessão Legislativa da 1ª Legislatura portuguesa.
- Setembro - A Itália lança-se numa guerra de conquista contra o império otomano, com as suas tropas a ocuparem Tripoli.
- 11 de Outubro - Manuel Teixeira Gomes apresenta credenciais de embaixador de Portugal no Reino Unido.
- 30 de Novembro- Última sessão da 1ª Sessão Legistiva da 1ª Legislatura portuguesa.
- 2 de Dezembro- Primeira sessão da 2ª Sessão Legislativa da 1ª Legislatura em Portugal.

## Nascimentos
| Data           | Nome                       | Profissão | Nacionalidade  | Observações               | Ref   |
| -------------- | -------------------------- | --- | -------------- | ------------------------- | ----- |
| 11 de janeiro  | Zenko Suzuki               | primeiro-ministro do Japão                                                                                            | Japão          | m. 2004                   |       |
| 6 de fevereiro | Ronald Reagan              | ator cinema, presidente dos Estados Unidos da América de 1981 a 1989                                                  | Estados Unidos | m. 2004                   |       |
| 16 de março    | Pierre Harmel              | primeiro-ministro da Bélgica                                                                                          | Bélgica        | m. 2009                   |       |
| 16 de março    | Josef Mengele              | médico alemão que atuou no regime nazista                                                                             | Alemanha       | m. 1979                   |       |
| 20 de março    | Alfonso García Robles      | diplomata mexicano | México         | m. 1991 Nobel da Paz 1982 | [ 1 ] |
| 21 de março    | Gustavo Díaz Ordaz Bolaños | presidente do México de 1964 a 1970                                                                                   | México         | m. 1979                   |       |
| 5 de julho     | Georges Pompidou           | primeiro-ministro da França de 1962 a 1968 e presidente da França de 1969 a 1974                                      | França         | m. 1974                   |       |
| 7 de setembro  | Todor Jivkov               | Secretário-Geral do Partido Comunista Búlgaro de 1954 a 1989 e Líder do Conselho de Estado da Bulgária de 1971 a 1989 | Bulgária       | m. 1998                   |       |

## Mortes
| Data | Nome | Profissão | Nacionalidade | Observações | Ref |
| ---- | ---- | --------- | ------------- | ----------- | --- |